# Hoba (meteorit)
Meteorit Hoba ili Hoba West je meteorit iz skupine metalnih meteorita. Pripada u klasu ataksita. To je najveći pronađeni meteorit, najteži metalni meteorit te najveći pronađeni prirodni komad željeza na Zemlji. 
Pronašao ga je Jacobus Hermanus Brits, vlasnik farme Hoba West 1920. godine u blizini Grootfonteina u Namibiji. Meteorit nije napravio nikakvi krater. To se objašnjava činjenicom, da je vjerojatno pao pod takvim velikim kutom, da je otpor zraka znatno smanjio njegovu brzinu. 
Vlasnik je pronašao meteorit tijekom oranja s volovima, kada je udario u meteorit i potpuno se zaustavio. Pronašao je meteorit pravokutnog oblika dužine od 2,95 m, širine 2,85 m i visine oko 1 m. Ima masu od oko 60 tona. Smanjio se s vremenom zbog erozije, znanstvenih pokusa i vandalizma.
Godine 1955., Vlada Namibije proglasila ga je nacionalnim spomenikom i otvorila prostor oko njega za javnost. Tako je donekle zaštićen od vandalizma.
Pretpostavlja se, da je star između 200 i 400 milijuna godina, a na Zemlju je pao prije 80,000 godina. Sadrži 82% željeza, 16% nikla s uraslim kristalima kamacita i taenita. Također sadrži rijetke minerale koji nisu poznati na Zemlji (npr. šrajbersit, troilit).

## Vanjske poveznice
|  | Zajednički poslužitelj ima još gradiva o temi Hoba (meteorit) |